# Marturi
La Marturi és una serra situada al municipi de Roquetes a la comarca del Baix Ebre, amb una elevació màxima de 1.295 metres.